# Calyptocephala lutea
Calyptocephala lutea es un coleóptero de la familia Chrysomelidae.
Fue descrita científicamente por primera vez en 1850 por Boheman.